# Andrzej Pruszyński

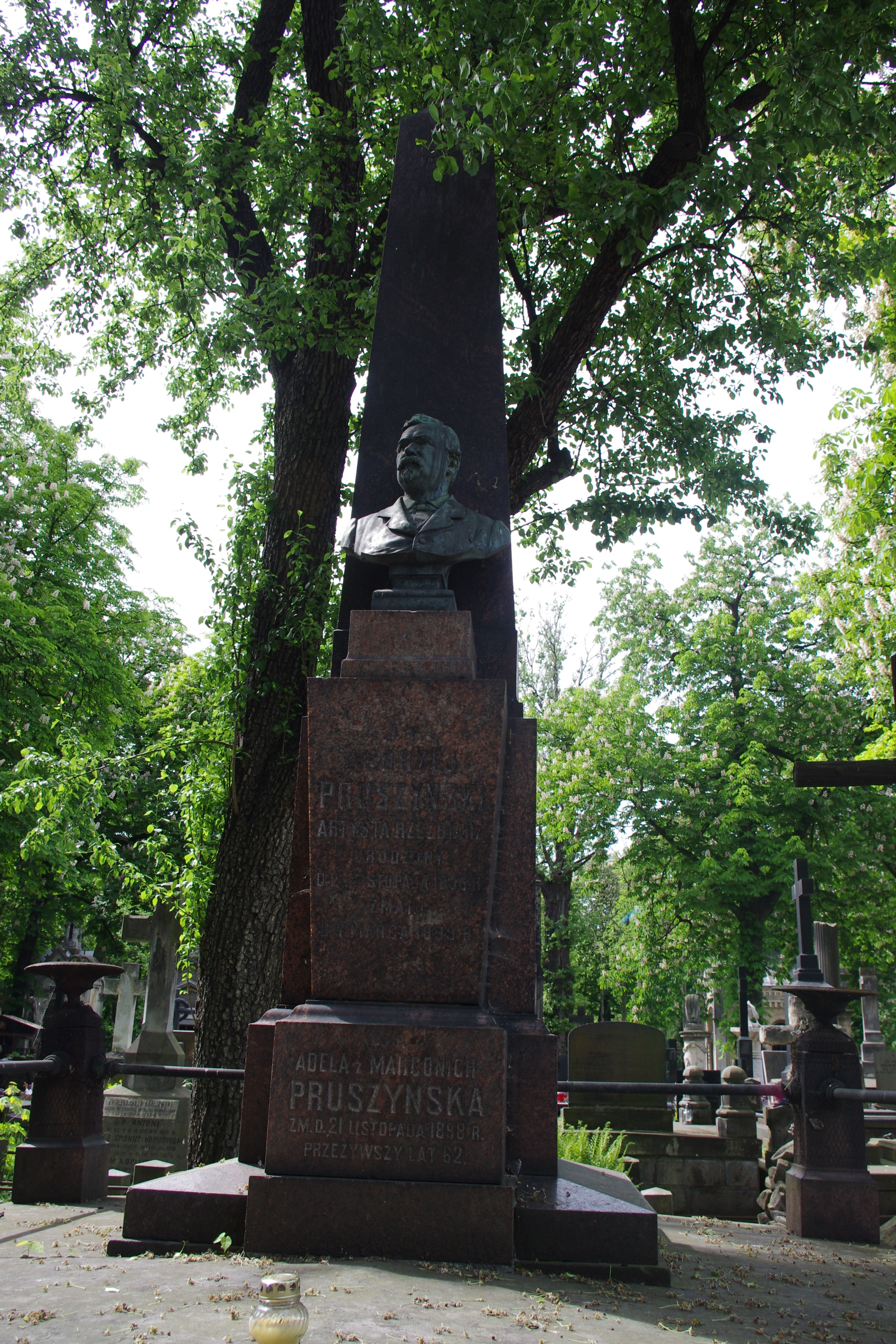
Grób rzeźbiarza Andrzeja Pruszyńskiego na cmentarzu Powązkowskim w Warszawie

Andrzej Pruszyński (ur. 24 listopada 1836 w Warszawie, zm. 7 marca 1895 tamże) – polski rzeźbiarz.

## Życiorys
Rzeźby uczył się u Jakuba Tatarkiewicza, następnie uczęszczał do Szkoły Sztuk Pięknych, później zaś, do roku 1867, uczył się w Akademii św. Łukasza w Rzymie. W latach 1867–1875 prowadził z Leonardem Marconim pracownię rzeźbiarską.
Jest twórcą dekoracji rzeźbiarskich w kościołach i pałacach Warszawy, m.in. pałacyku Wilhelma Ellisa Raua, pałacyku Bogusławskiego. Jednym z jego najbardziej znanych dzieł jest Chrystus niosący krzyż przed kościołem św. Krzyża. Jest też autorem odlanej w brązie figury Matki Boskiej Łaskawej przed kościołem św. Karola Boromeusza, licznych rzeźb architektonicznych, portretowych i sakralnych. Tworzył także nagrobki cmentarne na Powązkach, cmentarzu żydowskim i ewangelicko-augsburskim.
Jedna z jego kompozycji rzeźbiarskich umieszczona jest na cmentarzu w Goszczanowie koło Sieradza.
Pochowany na cmentarzu Powązkowskim (kwatera 21-1-2).

## Galeria

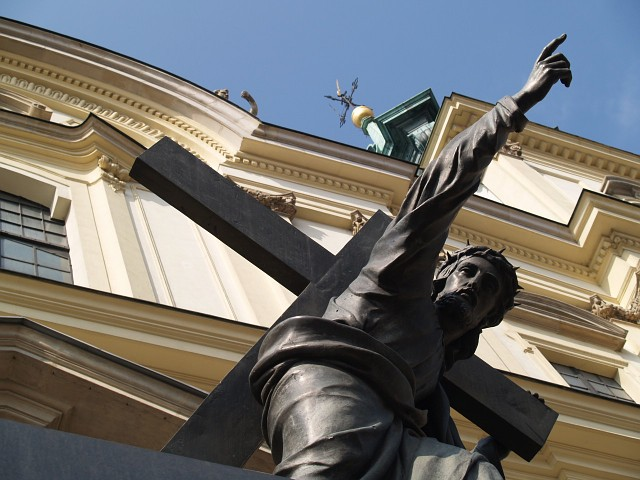
Chrystus niosący krzyż przy kościele św. Krzyża w Warszawie
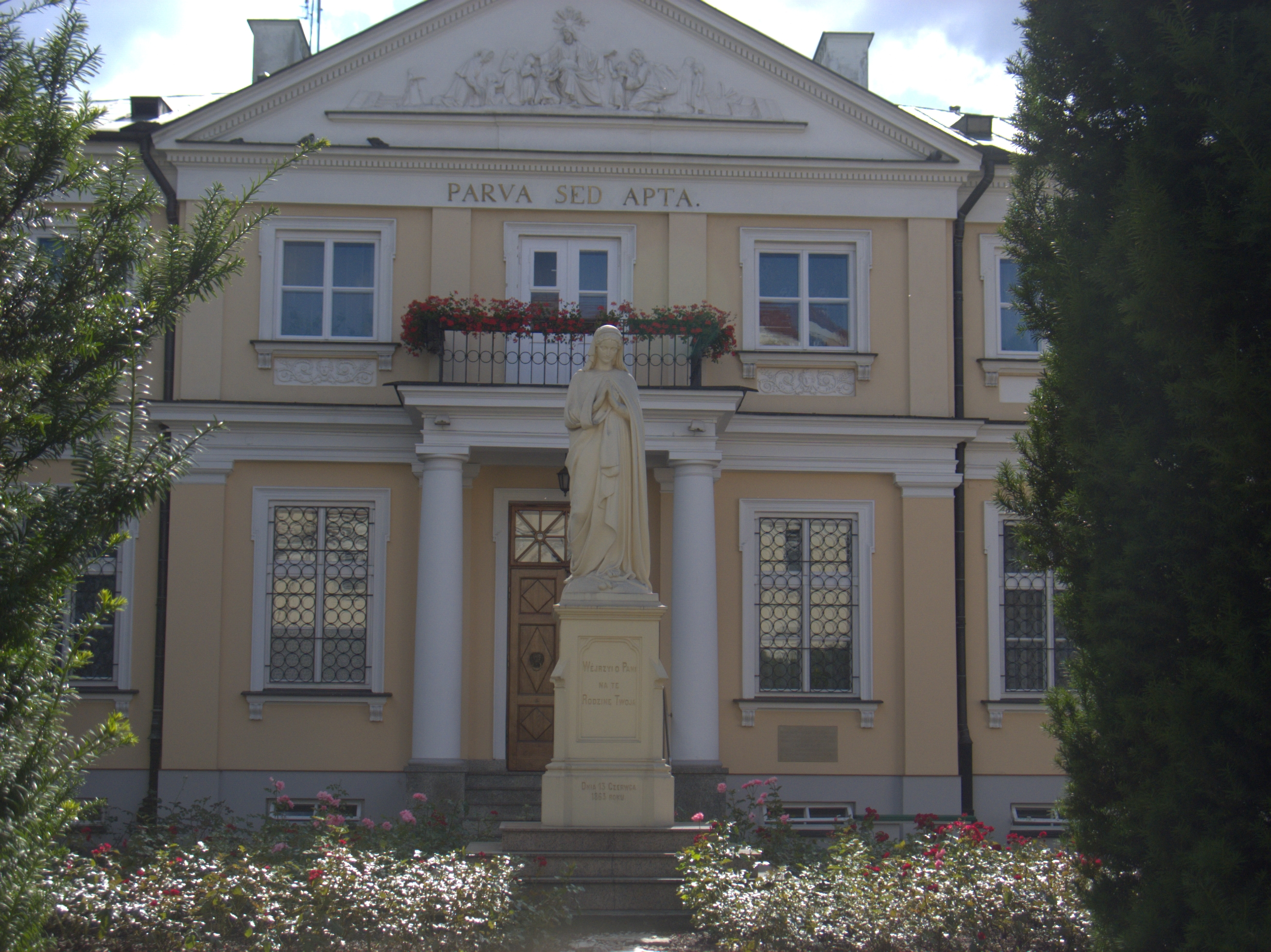
Rzeźba Matki Boskiej oraz płaskorzeźba Chrystusa w tympanonie pałacu Bogusławskiego w Warszawie
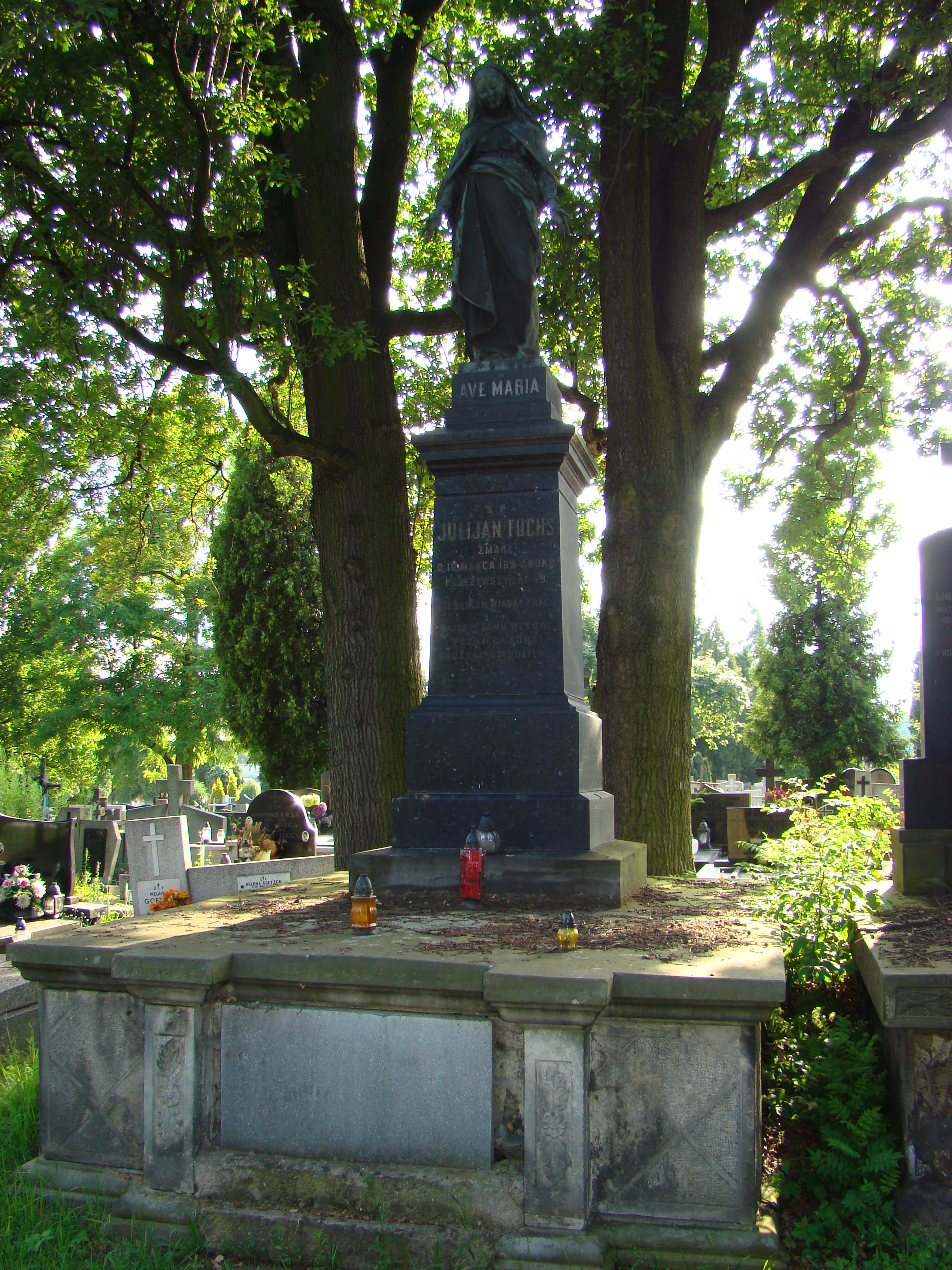
Grób Juliana Fuchsa na cmentarzu Kule w Częstochowie